# 維堅
50°57′44″N 28°22′25″E / 50.96222°N 28.37361°E
維堅（烏克蘭語：Видень），是烏克蘭的村落，位於該國北部日托米爾州，由科羅斯堅區負責管轄，始建於1832年，面積0.48平方公里，海拔高度201米，2001年該村落人口79。